# Ja soldat, mama
Ja soldat, mama (russisk: Я солдат, мама) er en sovjetisk spillefilm fra 1966 af Manos Zakharias.

## Medvirkende
- Vladimir Grammatikov
- Anatoli Ilin
- Vladimir Serababin som Volosjin
- Sergej Sjakurov som Peganov
- Valentin Zubkov